# Рендинска кръстокуполна църква
Рендинската кръстокуполна църква (на гръцки: Τρουλλαίος ναός της Ρεντίνας) е средновековна църква край солунското село Рендина, Гърция.

## Местоположение
Църквата е разположена в източната част на Рендинската крепост. 

## История
Построена при управлението на Палеолозите. В архитектурно отношение църквата представлява кръстокуполен храм със схема на свободен кръст. На входа на църквата има остатъци от стенописен портрет на ктитор от XIV век. В нея има остатъци от забележителна керамична декорация.